# Ангаретис, Зигмас Ионович
Зигмас Ионович Ангаретис (лит. Zigmontas Antanas Angarietis; настоящая фамилия Алекса, лит. Aleksa; 13 июня 1882, деревня Обелупяй, Волковышский уезд — 22 мая 1940, Москва) — литовский революционер, один из первых руководителей Коммунистической партии Литвы.

## Биография
Родился 13 июня 1882 в деревне Обелупяй Волковышкского уезда в крестьянской семье. Учился в Варшавском ветеринарном институте, откуда был в 1904 году исключен за участие в антивоенной демонстрации. Участвовал в Революции 1905–1907 годов. В 1906 вступил в Социал-демократическую партию Польши и Литвы (СДКПиЛ), примкнул к её левому крылу. В 1907 на 7-м съезде СДКПиЛ избран членом ЦК СДКПиЛ. В годы столыпинской реакции выступал против ликвидаторов.
В 1908—1909 — редактор газеты «Дарбининку жодис» («Рабочее слово»). В 1909 арестован и приговорён к 4 годам каторги, отбывал в Псковской тюрьме. В 1915 сослан в Енисейскую губернию, где наладил связи с большевистской организацией Минусинска. Здесь написал ряд статей в издаваемые за границами Российской империи литовские социал-демократические газеты, в которых подписывался псевдонимом Ангаретис. В этих статьях пропагандировались ленинские взгляды по вопросам войны и создания нового Интернационала.
С 1917 жил в Петрограде, редактировал газету «Tiesa» («Правда», выходила с 30 марта 1917 года). Занимал пост секретаря Литовского районного комитета (литовские секции) Петроградской организации РСДРП(б), член Петроградского городского комитета большевиков, член Центрального Бюро литовской секции при ЦК РСДРП(б). В апреле (мае) 1917 года участвовал в работе VII Всероссийской конференции РСДРП(б), представляя литовские секции Петроградской организации.
В дни Октябрьской революции по заданию партии присутствовал на заседаниях меньшевистско-эсеровской Петроградской думы и информировал Центральный Комитет РСДРП(б) о её контрреволюционных мероприятиях; принимал участие в вооруженном восстании в Петрограде (участвовал в подавлении вооружённой борьбы юнкеров). С декабря 1917 заместитель комиссара по литовским делам при Народном комиссариате национальностей. В период переговоров о заключении Брестского мира примыкал к «левым коммунистам».
С ноября 1918 на подпольной работе в Вильнюсе, входил в состав ЦК Коммунистической партии Литвы (КПЛ). В конце 1918 — начале 1919 занимал пост народного комиссара внутренних дел первого Советского правительства Литвы. После подавления Советской власти в Литве выехал в Даугавпилс, где работал особоуполномоченным ЦК КП Литвы и Белоруссии и Совета Обороны республики, поддерживая связь с оккупированными районами. С 1920 секретарь Заграничного бюро КПЛ, а с 1923 член Политбюро ЦК КПЛ.
С 1921 представлял КПЛ в Исполкоме Коминтерна. Делегат 3—7-го конгрессов Коминтерна, на 5—7-м конгрессах избирался членом Интернациональной контрольной комиссии (в 1926—1935 её секретарь). Делегат 7-й (Апрельской) Всероссийской конференции, 6,8, 10-го, 12—17-го съездов РКП(б)/ВКП(б). В 1918—1932 редактор печатного органа КПЛ журнала «Коммунистас» («Коммунист») и других изданий.
С 1935 года руководитель Литовской секции Коммунистического Интернационала.
27 марта 1938 года арестован. 
Умер в 1940 году в тюрьме НКВД, куда он был заключён по обвинению в контрреволюционной деятельности.

## Литературная деятельность

Конверт с портретом З. Ангаретиса

Автор «Истории революционного движения и борьбы рабочих Литвы» (т. 1—2, 1921), брошюр и многих статей по истории рабочего коммунистического движения, по вопросам философии.
- Фашистский переворот и расстрел коммунаров в Литве. М.; Л.: Госиздат, 1927. 64 с.
- LKP įsikūrimas ir proletarinė revoliucija Lietuvoje (1918—1919), Vilnius, 1962.

## Память
- Именем Ангаретиса в советское время была названа улица в Капсукасе.
- Памятник Ангаретису в Вильнюсе в сквере на улице Комунару (ныне улица А. Якшто), скульптор Альфонсас Амбразюнас, архитектор Гядиминас Баравикас (1972); в 2001 году перемещён в экспозицию монументов советской эпохи в парке «Грутас» (город Друскининкай).